# Loxostege allectalis
Loxostege allectalis is een vlinder uit de familie van de grasmotten (Crambidae), uit de onderfamilie van de Pyraustinae. De wetenschappelijke naam van deze soort is voor het eerst voorgesteld als Botis allectalis door Augustus Radcliffe Grote in een publicatie uit 1877.
De soort komt voor in het westen van de Verenigde Staten.